# Notodelphys
Notodelphys is een geslacht van eenoogkreeftjes uit de familie van de Notodelphyidae. De wetenschappelijke naam is voor het eerst geldig gepubliceerd in 1847 door George J. Allman. Hij beschreef als eerste en toen nog enige soort uit dit geslacht N. ascidicola, een parasiet van zakpijpen (Ascidia), die hij had gevonden in de baai van Dublin. N. ascidicola is later beschouwd als een synoniem van Notodelphys allmani Thorell, 1859.

## Soorten
- Notodelphys acanthomela
- Notodelphys affinis
- Notodelphys agilis
- Notodelphys allmani
- Notodelphys aurantiaca
- Notodelphys caerulea
- Notodelphys canui
- Notodelphys ciliata
- Notodelphys cryptopyge
- Notodelphys dentata
- Notodelphys echinata
- Notodelphys elegans
- Notodelphys haranti
- Notodelphys hatlassae
- Notodelphys monoseta
- Notodelphys pachybrachia
- Notodelphys parva
- Notodelphys patagonica
- Notodelphys platymera
- Notodelphys prasina
- Notodelphys reducta
- Notodelphys rufescens
- Notodelphys salthasae
- Notodelphys squamifera
- Notodelphys steinitzi
- Notodelphys tenera
- Notodelphys thalassae
- Notodelphys transatlantica
- Notodelphys villosus
- Notodelphys weberi